# Ilaria Salvatori
Ilaria Salvatori (Frascati, 5 de febrero de 1979) es una deportista italiana que compitió en esgrima, especialista en la modalidad de florete.
Participó en dos Juegos Olímpicos de Verano, obteniendo en total dos medallas en la prueba por equipos, oro en Londres 2012 (junto con Elisa Di Francisca, Arianna Errigo y Valentina Vezzali) y bronce en Pekín 2008 (con Margherita Granbassi, Giovanna Trillini y Valentina Vezzali).
Ganó dos medallas en el Campeonato Mundial de Esgrima, oro en 2010 y plata en 2011, y siete medallas en el Campeonato Europeo de Esgrima entre los años 2003 y 2012.

## Palmarés internacional
| Juegos Olímpicos   | Juegos Olímpicos        | Juegos Olímpicos  | Juegos Olímpicos    |
| Año                | Lugar                   | Medalla           | Prueba              |
| ------------------ | ----------------------- | ----------------- | ------------------- |
| 2008               | Pekín (China)           | Medalla de bronce | Florete por equipos |
| 2012               | Londres (Reino Unido)   | Medalla de oro    | Florete por equipos |
| Campeonato Mundial |                         |                   |                     |
| Año                | Lugar                   | Medalla           | Prueba              |
| 2010               | París (Francia)         | Medalla de oro    | Florete por equipos |
| 2011               | Catania (Italia)        | Medalla de plata  | Florete por equipos |
| Campeonato Europeo |                         |                   |                     |
| Año                | Lugar                   | Medalla           | Prueba              |
| 2003               | Bourges (Francia)       | Medalla de plata  | Florete por equipos |
| 2005               | Zalaegerszeg (Hungría)  | Medalla de oro    | Florete por equipos |
| 2007               | Gante (Bélgica)         | Medalla de bronce | Florete por equipos |
| 2009               | Plovdiv (Bulgaria)      | Medalla de oro    | Florete por equipos |
| 2010               | Leipzig (Alemania)      | Medalla de oro    | Florete por equipos |
| 2011               | Sheffield (Reino Unido) | Medalla de oro    | Florete por equipos |
| 2012               | Legnano (Italia)        | Medalla de oro    | Florete por equipos |